# Marina Palace
Le Marina Palace est un hôtel  du quartier VII de Turku en Finlande,.

## Présentation
Situé au bord du fleuve Aura entre Linnankatu et Läntinen Rantakatu, l'hôtel a 184 chambres et une salle de réunion pour 300 participants.
L'hôtel est un site protégé par le plan d'urbanisme.
À partir de 2006, l'hôtel fait partie de la chaîne Radisson Blu sous le nom Radisson Blu Marina Palace Hotel. 
Depuis 2011, l'hôtel est géré par la société coopérative de Turku du groupe S-ryhmä en franchise de Radisson Blu,.
Parmi les personnalités qui ont dormi au Marina Palace citons Charles XVI Gustave et la reine Silvia, Sam Nujoma et la  reine des Pays-Bas.